# Тюремная еда

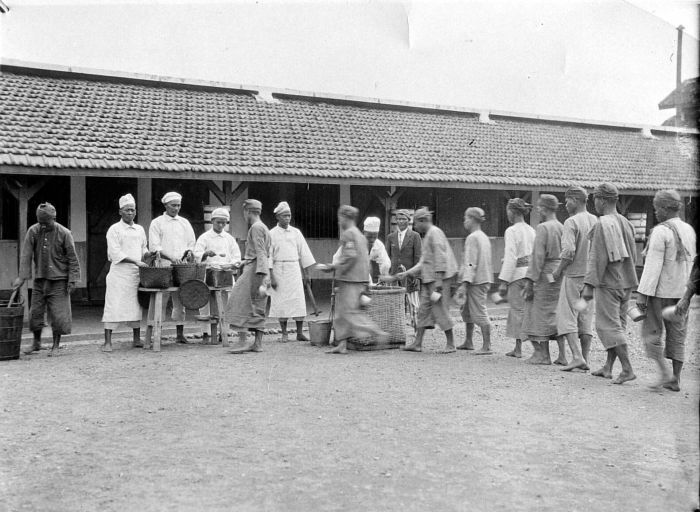
Индонезийские заключенные выстраиваются в очередь за едой в тюрьме города Маланг, провинция Восточная Ява. Снимок сделан между 1921 и 1932 годами

Тюремная еда (англ. Prison food)  —  термин, под которым понимается питание, подаваемое заключенным во время содержания в исправительных учреждениях. В зависимости от страны тюремная еда может отличаться. 
В то время как некоторые тюрьмы готовят еду самостоятельно на своих кухнях, многие используют услуги персонала местных заведений общественного питания. Некоторые тюрьмы поддерживают диетические требования определенных религий, а также вегетарианство.

## Краткий обзор

#### США
Типичные меню американских тюрем составлены таким образом, чтобы в них было мало сахара, соли и умеренное количество калорий. В определенной степени принимаются во внимание диетические, религиозные и этические соображения. Одним из известнейших тюремных блюд в США является нутралоаф. Дела Верховного суда в 1987 году "Тернер против Сафли" и "О'Лоун против поместья Шабазз" создали прецедент, который уравновешивал конституционные права заключенных свободно исповедовать свою религию с правами тюрем наказывать заключенных и поддерживать порядок в тюрьме. О том, нарушала ли тюрьма права заключенного на религиозное питание или нет, теперь можно судить по делам Тернера и О'Лоуна. Хотя этот прецедент все еще используется, в игру вступают многие другие конституционные моменты, и это все еще широко обсуждаемый вопрос. Большая часть тюремной пищи в Соединенных Штатах готовится методом холодного отжима, что позволяет готовить большое количество блюд, а затем разогревать их во время приема пищи.
В США этот метод был впервые применен исправительной системой Нью-Джерси в январе 1982 года. Заключенные также могут приобрести продукты питания в тюремном магазине, такие как шоколадные батончики, вяленая говядина, мед, арахисовое масло, хлеб, лапшу рамэн, кофе и пирожные.
Часто частные гражданские подрядчики несут ответственность за все аспекты приготовления пищи, включая обучение, соблюдение рецептов, безопасность пищевых продуктов, предотвращение краж и контроль порций.
Заключенным-евреям могут выдаваться кошерные пайки.
Со 2 октября 2016 года федеральные тюрьмы предлагают своим заключенным вегетарианское питание на завтрак, обед и ужин. Хотя существует определенная степень саморегулирования, большая часть надзора возникает в результате судебных разбирательств заключенных. Жалобы на тюремное питание были поданы на основании нарушения конституционных поправок.
В частности, заявления о недостаточном питании могут нарушать Восьмую поправку, запрещающую жестокие и необычные наказания, а отказ в конкретных требованиях к пище по религиозным мотивам нарушает Первую поправку. Только в 1976 году, во время дела Эстель против Гэмбла, суды начали использовать Восьмую поправку по вопросам, связанным с жестокими и необычными наказаниями в отношении заключенных.
Это может быть истолковано разными судами по-разному. Например, один суд может рассматривать лишение непослушного заключенного пищи как "достаточно серьезное", что противоречит Восьмой поправке, в то время как другой суд может рассматривать это как надлежащую меру наказания, следовательно, соответствующую Восьмой поправке. Государственные тюрьмы часто предпочитают проводить собственные инспекции; однако они могут выбрать аккредитацию от некоммерческой организации, такой как Американская ассоциация исправительных учреждений. Примерно 80% государственных департаментов исправительных учреждений связаны с такими надзорными организациями.
Примером питания в государственной тюрьме является следующее:
- 2-3 унции мяса или мясных субпродуктов
- полстакана овощей
- три четверти стакана крахмала
- три четверти чашки салата с заправкой.

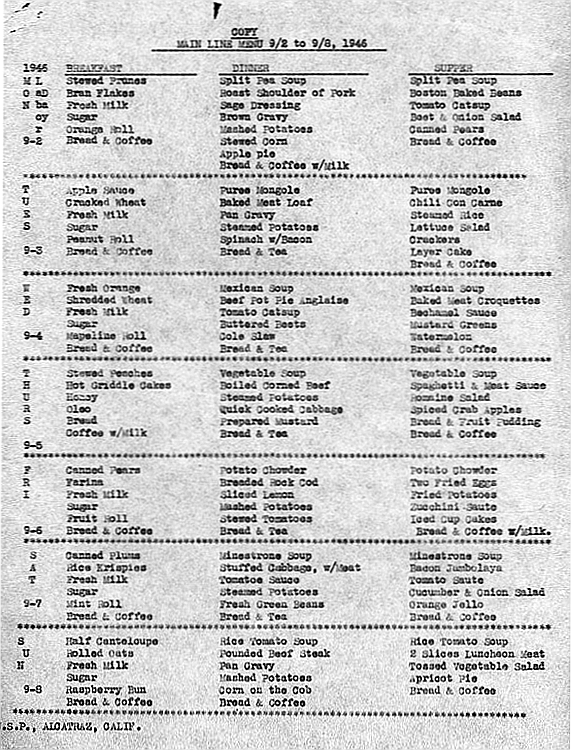
Стандартное меню тюрьмы Алькатрас, 1946 год

Существует обеспокоенность по поводу изменения методов приготовления пищи. Было зафиксировано несколько случаев массового заболевания в тюрьмах из-за подаваемой пищи. Заключенные объявили голодовку, протестуя против того, что им подают пищу, от которой им становится плохо после еды. Осведомители и репортеры задокументировали мышиный помет и различные нарушения стандартов на тюремных кухнях.
Членам семьи больше не разрешается приносить еду или делиться ею с близкими за решеткой; скорее всего, семьи могут переводить деньги за определенную плату, чтобы позволить заключенным покупать упакованные продукты, такие как готовые пакеты с лапшой и конфеты в тюремном магазине. Таким образом, заключенные, как правило, никогда не имеют доступа к свежей пище. Арамарк, который с 2004 года обеспечивает питанием многие тюрьмы в США, подвергся резкой критике за снижение стандартов и отсутствие достаточного количества съедобной пищи. В федеральных тюрьмах завтраки обычно состоят из датского завтрака, горячих или холодных хлопьев и молока. Два других приема пищи в день включают такие продукты, как курица, гамбургеры, хот-доги, лазанья, буррито, тако и рыбные котлеты.
Заключенные имеют доступ к молоку только по утрам, а также к воде и ароматизированному напитку для двух других приемов пищи. Известно, что заключенные готовят тюремные "спреды", или блюда, приготовленные в частном порядке, из продуктов, купленных в тюремном магазине, полученных в рамках санкционированного правительством питания заключенных или полученных с тюремной кухни.

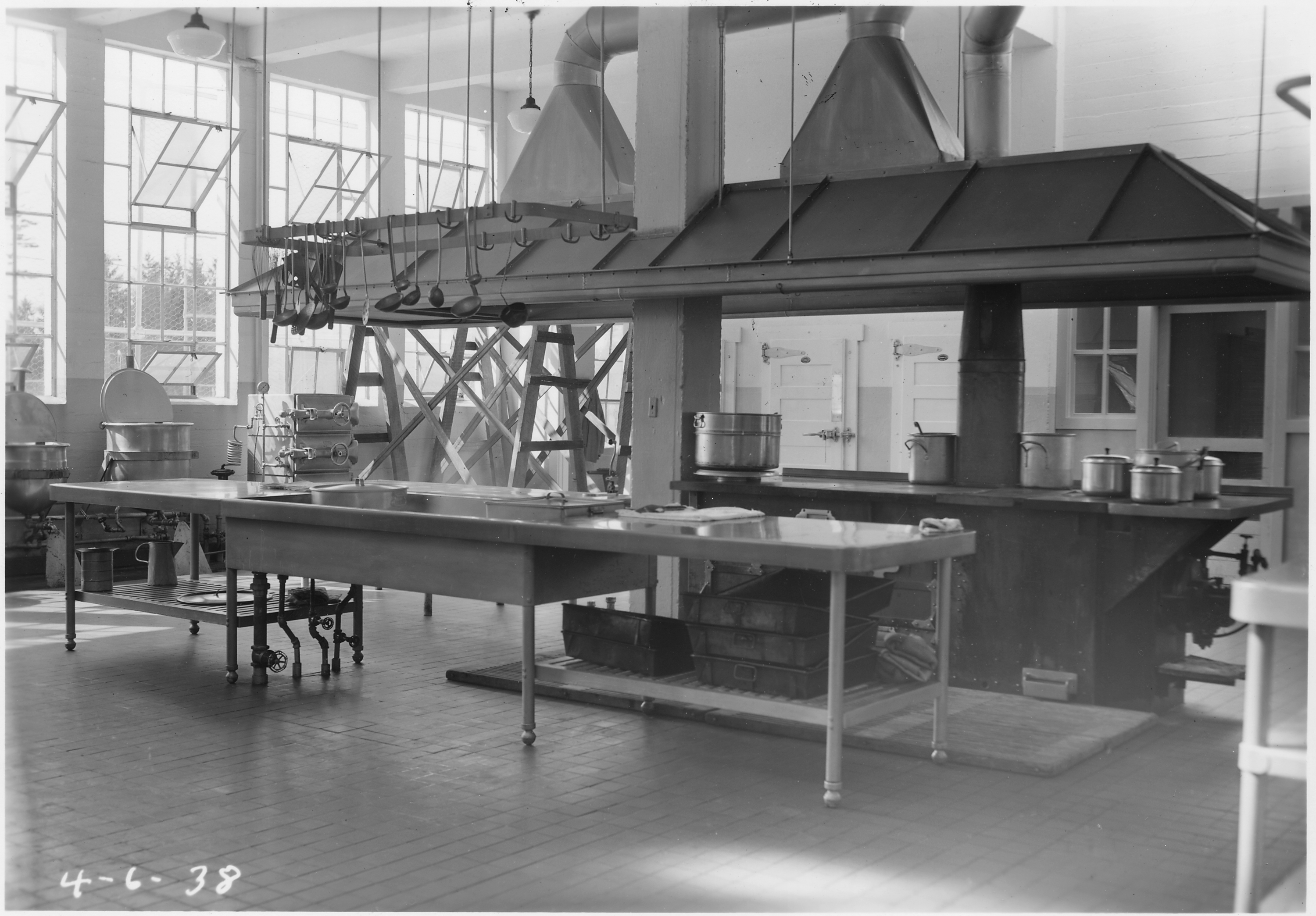
Кухня заключенных на ферме Федерального исправительного центра острова Макнил в Пьюджет-Саунд (США), 6 апреля 1938 года

Спреды часто могут стать общими собраниями заключенных, при этом ожидается, что каждый заключенный внесет свой вклад в один из аспектов трапезы. Тюремные спреды в значительной степени являются реакцией на недостаточное качество, количество и/или разнообразие блюд, подаваемых в самой тюрьме.

#### Великобритания
В тюрьмах в конце 1830-х годов заключенным выдавали ложку, 2-пинтовую цинковую миску для бульона и 3-литровую цинковую миску для молока. Зимой, когда молока не хватало, заключенных иногда снабжали водой с патокой.
Строгие правила регулировали количество пищи, выдаваемой заключенным. Например, женщина, которая была не в состоянии работать, получала около полутора пинт бульона и шесть унций хлеба. Заключенный мужского пола, который был в состоянии работать, получал две пинты бульона и двенадцать унций хлеба.
Завтрак, подаваемый в 7:30 утра, состоял из 5 унций овсяной каши с 3/4 пинты молока. Обед состоял из супа и хлеба. Каждая пинта супа должна была содержать одну унцию бычьей головы или мозговых костей, 1 1/2 унции ячменя, 1/2 унции зеленого горошка, 1 1/2 унции лука-порея и различные другие овощи. Ужин подавался в 18:00 и состоял из 5 унций овсяной каши и 1/2 пинты молока.
Примерно до 2004 года (в большинстве тюрем) еда готовилась заключенными под наблюдением тюремных служащих. Переход к приватизации процесса приготовления пищи и нормирования питания привел к многочисленным изменениям по сравнению с историческими практиками.
В некоторых тюрьмах, например в HMP Norwich, тюремную еду по-прежнему готовят сами заключенные. Среднее суточное пособие на одного заключенного составляет 1,87 фунта стерлингов и может составлять всего 1,20 фунта стерлингов. В некоторых случаях, особенно в учреждениях для несовершеннолетних, пособия могут достигать 3,45 фунтов стерлингов в день.

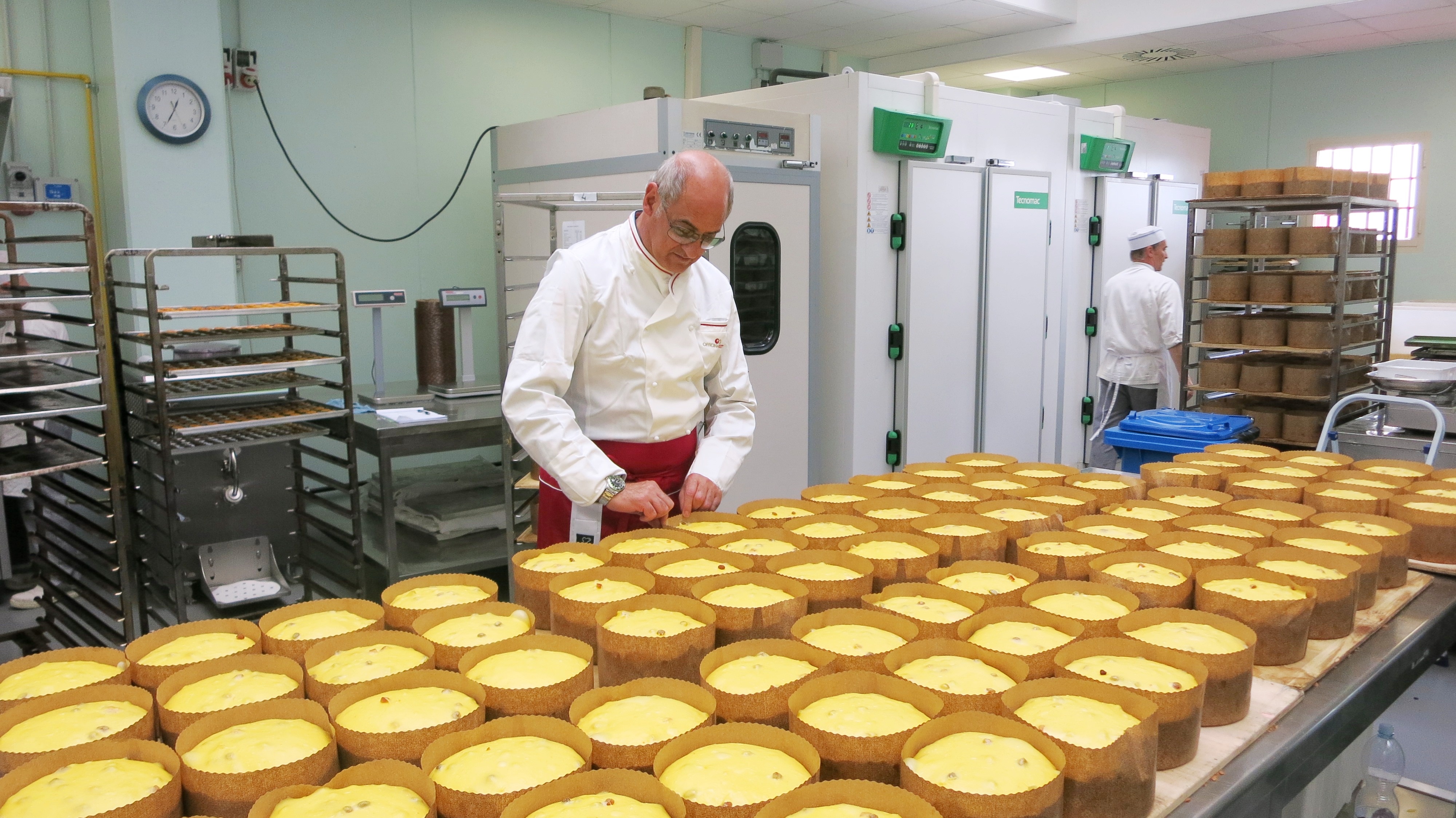
Повар готовит панеттоне на тюремной кухне в Падуе, Италия, 2014 год

Общие расходы тюремной службы Ее Величества на питание в 2004-2005 годах составили 94 миллиона фунтов стерлингов, из которых 43 миллиона фунтов стерлингов было потрачено на питание, а 32 миллиона фунтов стерлингов - на питание персонала. Некоторые заключенные работают на кухнях под присмотром обслуживающего персонала, и это популярная тюремная работа, поскольку она предполагает работу по выходным и, следовательно, привлекает более высокую оплату, а также дает возможность приобрести некоторые навыки в приготовлении пищи. Блюда, как правило, готовятся не из сезонных продуктов, а из полуфабрикатов, таких как консервы, замороженные овощи, гамбургеры и пироги.
Ниже приведены примеры меню в лондонской тюрьме:

#### Ланч
- Вегетарианская паста для запекания
- Пирог с курицей и грибами
- Ямайская котлета из говядины
- Рулет из солонины и маринованных огурцов
- Картофель в мундире и салат из капусты.

#### Обед
- Овощной супремат
- Курица высшего сорта
- Цыпленок карри
- Окорок на гриле
- Салат из пирога со свининой.[8]

## Африка

#### Египет
Регулярное питание, подаваемое заключенным, является основным. На обед заключенным обычно подают такие блюда, как холодные куски вареного мяса, яйца или тощие куриные кости, белый рис и овощной суп, а ужин состоит из таких блюд, как фул медамес (традиционное египетское национальное блюдо из бобов фава, растительного масла и тмина) с черствым хлебом, приготовленным из смеси муки грубого помола. В каждой тюрьме есть столовая, где заключенные могут купить дополнительные продукты питания, такие как мясо, овощи и фрукты, чтобы дополнить свой рацион. Многим заключенным также приносят еду их семьи.

#### Руанда
Заключенные получают два основных приема пищи в день: завтрак из кукурузной каши или сорго и обед или ужин из кукурузной каши под названием угали с фасолью. Дополнительное питание можно приобрести в тюремной столовой или принести с собой посетителям.

## Азия

#### Вьетнам
Каждый вьетнамский заключенный по закону имеет право на 17 килограммов риса, 15 килограммов овощей, 0,7 килограмма мяса, 0,8 килограмма рыбы, 0,5 килограмма сахара и 1 килограмм соли в месяц.

#### Южная Корея
Конгбап, блюдо, состоящее из белого или коричневого риса, приготовленного вместе с зернами, горохом и фасолью, является весьма распространенным продуктом питания в южнокорейских тюрьмах. Заключенным также подают такие блюда, как хлеб с томатным соусом, сыр, суп, салат и соевое молоко на завтрак и суп из костного мозга и овощей, кимчи и бобовые ростки на обед. Другие продукты питания, такие как фрукты и мясо, можно приобрести в тюремных магазинах.

#### Саудовская Аравия
Заключенным в Саудовской Аравии обычно подают такие продукты, как хлеб и бутерброды на завтрак, курицу, баранину и рыбу на обед, а также рис и овощи на ужин. Заключенные также получают такие пайки, как салаты, молоко и сок.